# Universitatea Mendel din Brno

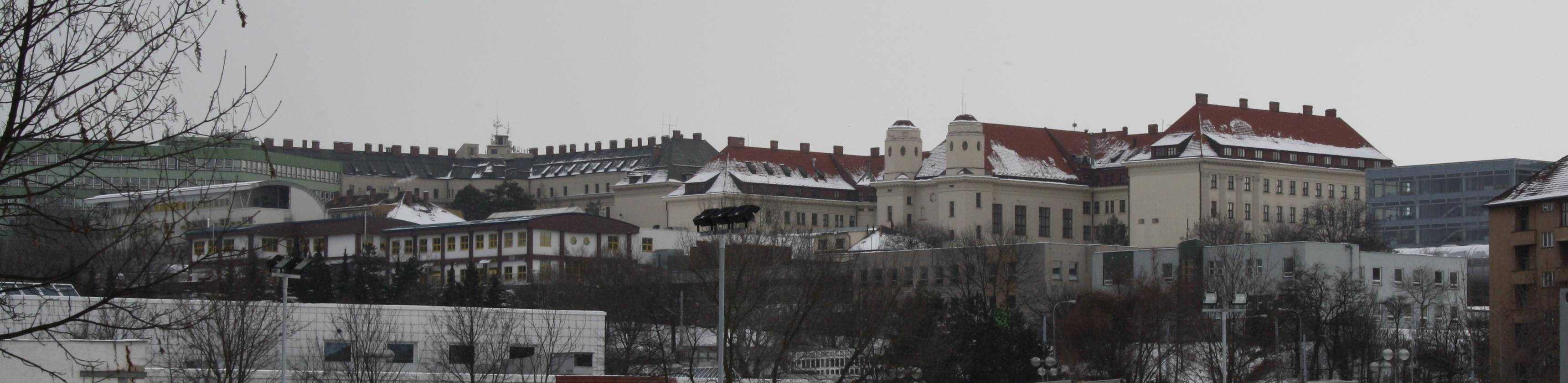
Universitatea Mendel - Brno, vedere generală

Universitatea Mendel - Brno (Universitatea Mendel din Brno, Cehia, cehă -Mendelova univerzita v Brně, latină -Universitas Mendeliana Brunensis, engleză -Mendel University in Brno) - fondată pe baza legii din 24 iulie 1919 - a primit în 1994 numele botanistului morav Gregor Mendel, părintele geneticii.

## Facultăți
Universitatea cuprinde 4 facultăți:
- agronomie;
- economie;
- horticultură;
- silvicultură.